# Grañén
Pour les articles homonymes, voir Grañén (homonymie).
Grañén est une commune d’Espagne, dans la province de Huesca, communauté autonome d'Aragon, Comarque des Monegros.

## Géographie
Située sur une petite élévation sur la plaine des Monegros, cette localité partage avec Sariñena la capitalité de la subcomarque du Flumen.

## Histoire
D'origine romaine (son nom rappelle un propriétaire terrien romain que appelé Granius), au début du XIIe siècle, peu après le début de la Reconquista la propriété passe aux mains du roi Sancho Iñíguez (parfois nommé Sancio Eneconnes), son premier Seigneur. On le retrouve dans les documents dans la collection diplomatique de Pierre Ier, étudiés et publiés par le professeur Antonio Ubieto. En 1198, le Roi Pierre II d'Aragon céda à l'évêque Ricardo d'Huesca le droit de patronage sur l'Église de Grañén, et en 1258 Jacques Ier d'Aragon remit à Blasco de Maza les châteaux et les villes de Grañén et Robres. Au XVIe siècle, la ville passe aux mains des puissants Ducs de Villahermosa. En 1785, Robres obtient la catégorie de "Villa" et en 1849 elle devient Municipalité indépendante. Depuis 30 ans, une grande promotion a été faite pour investir dans de nouveaux lieux de loisir tels que des bars et restaurants, comme dans la rue Ramón y Cajal.

## Personnalités liées à la commune
- Pepita Laguarda Batet (1919-1936), plus jeune soldate tuée au combat[2] pendant la guerre d'Espagne, est décédée à Grañen le 1er septembre 1936[3].